# راي مكدونالد
راي مكدونالد (بالإنجليزية: Ray McDonald)‏ هو لاعب كرة قدم أمريكية أمريكي، ولد في 2 سبتمبر 1984 في باهوكي في الولايات المتحدة.

## وصلات خارجية
- راي مكدونالد على موقع مرجع كرة القدم المحترفة.كوم (الإنجليزية)